# I liga argentyńska w piłce nożnej (1987/1988)
Mistrzem Argentyny w sezonie 1987/88 został klub Newell’s Old Boys, natomiast wicemistrzem Argentyny – San Lorenzo de Almagro.
Do Copa Libertadores 1988 zakwalifikowały się następujące kluby:
- Newell’s Old Boys (mistrz Argentyny)
- San Lorenzo de Almagro (zwycięzca turnieju Pre Libertadores)

Tabela spadkowa zadecydowała o tym, które kluby spadną do drugiej ligi (Primera B Nacional Argentina). Do drugiej ligi spadły dwa kluby – ostatni w tabeli spadkowej CA Banfield oraz po przegranym barażu Unión Santa Fe. Na ich miejsce awansowały dwa kluby z drugiej ligi – Deportivo Mandiyú i San Martín Tucumán.

## Primera división 1987/1988

### Kolejka 1
| Data             | Mecz |
| ---------------- | --- |
| 30 sierpnia 1987 | Racing Córdoba – Independiente 0:2 Pedro F. Massacessi, José A. Percudani                                |
| 30 sierpnia 1987 | Argentinos Juniors – Instituto Córdoba 0:0 mecz rozegrany został na stadionie klubu Ferro Carril Oeste   |
| 30 sierpnia 1987 | Gimnasia y Esgrima La Plata – River Plate 0:0                                                            |
| 30 sierpnia 1987 | Newell’s Old Boys – Deportivo Español 1:1 Gerardo D. Martino – Walter A. Parodi                          |
| 30 sierpnia 1987 | CA Platense – CA Vélez Sarsfield 1:1 Marcelo F. Espina – Jorge A. Nunes                                  |
| 30 sierpnia 1987 | San Lorenzo de Almagro – Armenio Buenos Aires 0:0 mecz rozegrany został na stadionie klubu CA Huracán    |
| 30 sierpnia 1987 | CA Banfield – Rosario Central 0:1 Fernando F. Lanzidei                                                   |
| 30 sierpnia 1987 | Boca Juniors – Estudiantes La Plata 1:2 Humberto D. Gutiérrez – Sergio E. Gurrieri, Marcelo A. Trobbiani |
| 30 sierpnia 1987 | Talleres Córdoba – Ferro Carril Oeste 0:0                                                                |
| 30 sierpnia 1987 | Racing Club de Avellaneda – Unión Santa Fe 1:0 Néstor A. Fabbri                                          |

### Kolejka 2
| Data            | Mecz |
| --------------- | --- |
| 8 września 1987 | Unión Santa Fe – Talleres Córdoba 2:2 Rafael Bobadilla (k), Víctor H. Heredia s – Mario E. Bevilaqua (k), Mario E. Alberto s                            |
| 8 września 1987 | Ferro Carril Oeste – Boca Juniors 2:1 Gabriel E. Vales, Juan C. D. Langenheim – Jorge A. Comas                                                          |
| 8 września 1987 | Estudiantes La Plata – CA Banfield 3:1 Marcelo A. Trobbiani, Rubén D. Insúa, Rubén J. Agüero (k) – Daniel F. Andrada                                    |
| 8 września 1987 | Rosario Central – San Lorenzo de Almagro 0:0 |
| 8 września 1987 | Armenio Buenos Aires – CA Platense 2:1 Juan A. Sánchez s, Olegario V. Alderete – Marcelo F. Espina mecz rozegrany został na stadionie klubu CA Platense |
| 8 września 1987 | CA Vélez Sarsfield – Newell’s Old Boys 1:5 Isidro Sandoval (k) – Jorge W. Theiler, Sergio O. Almirón, Gustavo A. Dezotti, Roque R. Alfaro (2)           |
| 8 września 1987 | Deportivo Español – Gimnasia y Esgrima La Plata 1:1 José A. Batista – Carlos A. Carrió mecz rozegrany został na stadionie klubu CA Huracán              |
| 8 września 1987 | River Plate – Argentinos Juniors 1:1 Ramón M. Centurión – Emilio N. Commisso                                                                            |
| 8 września 1987 | Instituto Córdoba – Independiente 1:1 Enrique R. Nieto – Ricardo E. Bochini                                                                             |
| 9 września 1987 | Racing Club de Avellaneda – Racing Córdoba 1:0 José R. Iglesias                                                                                         |

### Kolejka 3
| Data             | Mecz |
| ---------------- | --- |
| 13 września 1987 | Racing Córdoba – Instituto Córdoba 2:2 Omar J. Cabral, Luis A. Amuchástegui – Sergio F. Míguez, Alfredo A. López            |
| 13 września 1987 | Independiente – River Plate 1:0 Sergio C. Merlini                                                                           |
| 13 września 1987 | Argentinos Juniors – Deportivo Español 0:0 mecz rozegrany został na stadionie klubu Ferro Carril Oeste                      |
| 13 września 1987 | Gimnasia y Esgrima La Plata – CA Vélez Sarsfield 2:1 Carlos A. Carrió (k), Daniel G. Pighín – Claudio O. García             |
| 13 września 1987 | Newell’s Old Boys – Armenio Buenos Aires 4:1 Juan J. Rossi, Víctor R. Ramos (2), Gustavo A. Dezotti – Víctor H. Jodor       |
| 13 września 1987 | CA Platense – Rosario Central 2:2 Carlos A. Alfaro Moreno, Marcelo F. Espina – Roberto D. Gasparini, Osvaldo S. Escudero    |
| 13 września 1987 | San Lorenzo de Almagro – Estudiantes La Plata 1:0 Walter O. Perazzo (k) mecz rozegrany został na stadionie klubu CA Huracán |
| 13 września 1987 | CA Banfield – Ferro Carril Oeste 0:0                                                                                        |
| 13 września 1987 | Boca Juniors – Unión Santa Fe 2:0 José M. Melgar Soruco, Jorge A. Comas (k)                                                 |
| 13 września 1987 | Talleres Córdoba – Racing Club de Avellaneda 0:1 Ramón I. Medina Bello                                                      |

### Kolejka 4
| Data             | Mecz |
| ---------------- | --- |
| 20 września 1987 | Talleres Córdoba – Racing Córdoba 1:3 Ariel R. Medri – Eusebio J. Roldán, Raúl de la C. Chaparro (k), Luis A. Amuchástegui                           |
| 20 września 1987 | Racing Club de Avellaneda – Boca Juniors 6:0 José R. Iglesias (2), Miguel A. Colombatti (2), Ramón I. Medina Bello, Jorge O. Acuña                   |
| 20 września 1987 | Unión Santa Fe – CA Banfield 0:0 |
| 20 września 1987 | Ferro Carril Oeste – San Lorenzo de Almagro 1:3 Gabriel E. Vales – Rolando R. Barrera (2), Walter O. Perazzo                                         |
| 20 września 1987 | Estudiantes La Plata – CA Platense 1:0 Néstor O. Craviotto                                                                                           |
| 20 września 1987 | Rosario Central – Newell’s Old Boys 1:0 Claudio A. Scalise                                                                                           |
| 20 września 1987 | Armenio Buenos Aires – Gimnasia y Esgrima La Plata 0:1 Carlos G. Russo mecz rozegrany został na stadionie klubu CA Platense                          |
| 20 września 1987 | CA Vélez Sarsfield – Argentinos Juniors 2:1 Buenaventura Ferreira, Juan J. Meza (k) – Raúl J. Espíndola                                              |
| 20 września 1987 | Deportivo Español – Independiente 3:1 Jorge A. Ortega, José L. Rodríguez (2) – Osvaldo R. Ingrao mecz rozegrany został na stadionie klubu CA Huracán |
| 20 września 1987 | River Plate – Instituto Córdoba 1:0 Claudio A. Morresi                                                                                               |

### Kolejka 5
| Data             | Mecz |
| ---------------- | --- |
| 27 września 1987 | Racing Córdoba – River Plate 0:2 Jorge Villazán, José M. Bianco s |
| 27 września 1987 | Instituto Córdoba – Deportivo Español 2:3 Jorge O. Gáspari (k), Osvaldo M. Márquez – Germán R. Martelotto, José L. Rodríguez (2, 1k)                                    |
| 27 września 1987 | Independiente – CA Vélez Sarsfield 2:3 Venancio A. Ramos, Osvaldo R. Ingrao – Juan J. Meza (2), Daniel González Verón                                                   |
| 27 września 1987 | Argentinos Juniors – Armenio Buenos Aires 2:1 Patricio J. Hernández, Raúl J. Espíndola – Sergio A. Bufarini mecz rozegrany został na stadionie klubu Ferro Carril Oeste |
| 27 września 1987 | Gimnasia y Esgrima La Plata – Rosario Central 1:1 Jorge O. Ferrer – Hugo A. Galloni                                                                                     |
| 27 września 1987 | Newell’s Old Boys – Estudiantes La Plata 1:0 Gustavo A. Dezotti |
| 27 września 1987 | CA Platense – Ferro Carril Oeste 1:1 Carlos A. Alfaro Moreno – Héctor D. Miranda mecz rozegrany został na stadionie klubu CA Huracán                                    |
| 27 września 1987 | CA Banfield – Racing Club de Avellaneda 0:1 José R. Iglesias mecz rozegrany został na stadionie klubu CA Vélez Sarsfield                                                |
| 27 września 1987 | Boca Juniors – Talleres Córdoba 0:0 |
| 27 września 1987 | San Lorenzo de Almagro – Unión Santa Fe 2:1 Walter O. Perazzo, Oscar A. Tedini – ? mecz rozegrany został na stadionie klubu CA Huracán                                  |

### Kolejka 6
| Data                | Mecz |
| ------------------- | --- |
| 4 października 1987 | Boca Juniors – Racing Córdoba 2:0 Jorge A. Comas (k), Alfredo O. Graciani                                     |
| 4 października 1987 | Talleres Córdoba – CA Banfield 1:3 Mario E. Bevilacqua – Toribio D. Aquino, Horacio García, Fabio A. Spotorno |
| 4 października 1987 | Racing Club de Avellaneda – San Lorenzo de Almagro 1:1 Fernando D. Moner s – Rolando R. Barrera               |
| 4 października 1987 | Unión Santa Fe – CA Platense 2:1 Alberto F. Acosta, Fernando H. Alí – Jorge L. Avalos                         |
| 4 października 1987 | Ferro Carril Oeste – Newell’s Old Boys 1:0 Alejandro Sabella                                                  |
| 4 października 1987 | Estudiantes La Plata – Gimnasia y Esgrima La Plata 1:1 Marcelo A. Trobbiani – Miguel A. Gambier               |
| 4 października 1987 | Rosario Central – Argentinos Juniors 2:2 Hugo A. Galloni, Jorge M. Díaz – Jorge M. Olguín, Raúl J. Espínola   |
| 4 października 1987 | Armenio Buenos Aires – Independiente 0:0 mecz rozegrany został na stadionie klubu CA Platense                 |
| 4 października 1987 | CA Vélez Sarsfield – Instituto Córdoba 1:2 Juan J. Meza – Oscar A. Dertycia, Isidro Ceballos                  |
| 4 października 1987 | Deportivo Español – River Plate 0:0                                                                           |

### Kolejka 7
| Data                | Mecz |
| ------------------- | --- |
| 9 października 1987 | Racing Córdoba – Deportivo Español 1:2 Eusebio J. Roldán – Juan C. Segovia, Esteban F. González |
| 9 października 1987 | River Plate – CA Vélez Sarsfield 1:0 Jorge O. Da Silva |
| 9 października 1987 | Instituto Córdoba – Armenio Buenos Aires 0:0 |
| 9 października 1987 | Independiente – Rosario Central 3:2 Franco E. Navarro Monteyro, Alejandro E. Barberón (2) – Edgardo Bauza, Fernando F. Lanzidei                                                                    |
| 9 października 1987 | Argentinos Juniors – Estudiantes La Plata 1:1 Carlos A. Ereros – Alejandro M. Russo mecz rozegrany został na stadionie klubu Ferro Carril Oeste                                                    |
| 9 października 1987 | Gimnasia y Esgrima La Plata – Ferro Carril Oeste 0:0 |
| 9 października 1987 | Newell’s Old Boys – Unión Santa Fe 2:0 Gustavo A. Dezotti (2) |
| 9 października 1987 | CA Platense – Racing Club de Avellaneda 2:3 Marcelo F. Espina, Carlos A. Rodríguez – Miguel A. Colombatti, Rubén Paz, José R. Iglesias mecz rozegrany został na stadionie klubu CA Vélez Sarsfield |
| 9 października 1987 | San Lorenzo de Almagro – Talleres Córdoba 0:0 mecz rozegrany został na stadionie klubu CA Huracán                                                                                                  |
| 9 października 1987 | CA Banfield – Boca Juniors 3:1 Daniel F. Andrada, Toribio D. Aquino, Félix L. Orte – José L. Cuciuffo                                                                                              |

### Kolejka 8
| Data                 | Mecz |
| -------------------- | --- |
| 12 października 1987 | CA Banfield – Racing Córdoba 0:1 Raúl de la C. Chaparro (k)                                                                                     |
| 12 października 1987 | Boca Juniors – San Lorenzo de Almagro 0:1 Darío A. Siviski                                                                                      |
| 12 października 1987 | Talleres Córdoba – CA Platense 1:1 Hugo E. Gottardi – Marcelo F. Espina                                                                         |
| 12 października 1987 | Racing Club de Avellaneda – Newell’s Old Boys 1:1 Miguel A. Colombatti – Gerardo D. Martino (k)                                                 |
| 12 października 1987 | Unión Santa Fe – Gimnasia y Esgrima La Plata 0:0                                                                                                |
| 12 października 1987 | Ferro Carril Oeste – Argentinos Juniors 0:1 Raúl J. Espíndola                                                                                   |
| 12 października 1987 | Estudiantes La Plata – Independiente 0:1 Ricardo O. Giusti                                                                                      |
| 12 października 1987 | Rosario Central – Instituto Córdoba 4:0 Roberto D. Gasparini (2), Fernando F. Lanzidei (2)                                                      |
| 12 października 1987 | Armenio Buenos Aires – River Plate 1:2 Miguel A. Oviedo – Juan G. Funes, Jorge O. Da Silva mecz rozegrany został na stadionie klubu CA Platense |
| 12 października 1987 | CA Vélez Sarsfield – Deportivo Español 1:2 Diego P. Simeone – José L. Rodríguez, Esteban F. González                                            |

### Kolejka 9
| Data                 | Mecz |
| -------------------- | --- |
| 18 października 1987 | Racing Córdoba – CA Vélez Sarsfield 0:2 Juan J. Meza, Adrián A. Bianchi                                                                                         |
| 18 października 1987 | Deportivo Español – Armenio Buenos Aires 1:1 Esteban F. González – Miguel A. Oviedo                                                                             |
| 18 października 1987 | River Plate – Rosario Central 0:3 Adelqui M. Cornaglia, Jorge M. Díaz (2)                                                                                       |
| 18 października 1987 | Instituto Córdoba – Estudiantes La Plata 0:0 |
| 18 października 1987 | Independiente – Ferro Carril Oeste 1:0 Sergio C. Merlini |
| 18 października 1987 | Argentinos Juniors – Unión Santa Fe 2:1 José A. Castro, Carlos A. Ereros – Anthony De Avila Charrys mecz rozegrany został na stadionie klubu Ferro Carril Oeste |
| 18 października 1987 | Gimnasia y Esgrima La Plata – Racing Club de Avellaneda 0:0 |
| 18 października 1987 | Newell’s Old Boys – Talleres Córdoba 2:1 Sergio O. Almirón, Juan J. Rossi (k) – Roberto A. Passucci                                                             |
| 18 października 1987 | CA Platense – Boca Juniors 3:1 Néstor A. De Vicente, Carlos A. Alfaro Moreno (2) – Diego F. Latorre mecz rozegrany został na stadionie klubu CA Vélez Sarsfield |
| 18 października 1987 | San Lorenzo de Almagro – CA Banfield 0:0 mecz rozegrany został na stadionie klubu CA Huracán                                                                    |

### Kolejka 10
| Data                 | Mecz |
| -------------------- | --- |
| 25 października 1987 | San Lorenzo de Almagro – Racing Córdoba 1:0 Walter O. Perazzo (k) mecz rozegrany został na stadionie klubu CA Huracán         |
| 25 października 1987 | CA Banfield – CA Platense 2:2 Horacio García (2) – Néstor A. De Vicente, Jorge L. Avalos                                      |
| 25 października 1987 | Boca Juniors – Newell’s Old Boys 1:5 José L. Villarreal – Sergio O. Almirón, Roque R. Alfaro (3), Gustavo A. Dezotti          |
| 25 października 1987 | Talleres Córdoba – Gimnasia y Esgrima La Plata 2:2 Mario E. Bevilacqua, Aníbal F. Muggione – Daniel G. Pighín, Omar A. Bastía |
| 25 października 1987 | Racing Club de Avellaneda – Argentinos Juniors 2:2 José R. Iglesias (2, 1k) – Carlos A. Ereros, Raúl J. Espíndola             |
| 25 października 1987 | Unión Santa Fe – Independiente 1:1 Marcelo M. López – Franco E. Navarro Monteyro                                              |
| 25 października 1987 | Ferro Carril Oeste – Instituto Córdoba 1:0 Héctor D. Miranda (k)                                                              |
| 25 października 1987 | Estudiantes La Plata – River Plate 1:1 Alejandro M. Russo – Jorge Villazán                                                    |
| 25 października 1987 | Rosario Central – Deportivo Español 1:1 Jorge M. Díaz – Mario E. Cariaga                                                      |
| 25 października 1987 | Armenio Buenos Aires – CA Vélez Sarsfield 0:0 mecz rozegrany został na stadionie klubu CA Platense                            |

### Kolejka 11
| Data                 | Mecz |
| -------------------- | --- |
| 30 października 1987 | CA Platense – San Lorenzo de Almagro 0:0 mecz rozegrany został na stadionie klubu Ferro Carril Oeste                                                                    |
| 1 listopada 1987     | Racing Córdoba – Armenio Buenos Aires 0:1 Miguel A. Oviedo |
| 1 listopada 1987     | CA Vélez Sarsfield – Rosario Central 2:1 Adrián A. Bianchi (2) – Edgardo Bauza (k)                                                                                      |
| 1 listopada 1987     | Deportivo Español – Estudiantes La Plata 1:1 Esteban F. González – Alejandro M. Russo                                                                                   |
| 1 listopada 1987     | River Plate – Ferro Carril Oeste 4:1 Antonio Alzamendi Casas (2), Jorge O. Da Silva (2) – Oscar R. Acosta                                                               |
| 1 listopada 1987     | Instituto Córdoba – Unión Santa Fe 1:0 Osvaldo M. Márquez |
| 1 listopada 1987     | Independiente – Racing Club de Avellaneda 1:1 Franco E. Navarro Monteyro – Rubén Paz                                                                                    |
| 1 listopada 1987     | Argentinos Juniors – Talleres Córdoba 4:1 Raúl J. Espíndola (2), Carlos A. Ereros (2) – Mario E. Bevilacqua mecz rozegrany został na stadionie klubu Ferro Carril Oeste |
| 1 listopada 1987     | Gimnasia y Esgrima La Plata – Boca Juniors 0:0 |
| 1 listopada 1987     | Newell’s Old Boys – CA Banfield 0:0 |

### Kolejka 13
| Data             | Mecz |
| ---------------- | --- |
| 6 listopada 1987 | Instituto Córdoba – Talleres Córdoba 1:3 Oscar A. Dertycia – Javier López Báez, Mario E. Bevilacqua, José L. Pochettino                                                                     |
| 6 listopada 1987 | Newell’s Old Boys – CA Platense 4:0 Juan J. Rossi, Gustavo A. Dezotti (2), Roque R. Alfaro                                                                                                  |
| 7 listopada 1987 | Racing Córdoba – Rosario Central 1:0 Omar J. Cabral |
| 7 listopada 1987 | Deportivo Español – Unión Santa Fe 3:1 Germán R. Martelotto, José L. Rodríguez (2) – Anthony De Ávila Charris                                                                               |
| 8 listopada 1987 | Armenio Buenos Aires – Estudiantes La Plata 1:1 Miguel A. Oviedo – Rubén J. Agüero (k) mecz rozegrany został na stadionie klubu CA Platense                                                 |
| 8 listopada 1987 | CA Vélez Sarsfield – Ferro Carril Oeste 1:1 Juan J. Meza (k) – Claudio A. Cristofanelli |
| 8 listopada 1987 | River Plate – Racing Club de Avellaneda 2:0 Jorge O. Da Silva, Pablo C. Erbín |
| 8 listopada 1987 | Independiente – Boca Juniors 3:3 Gerardo M. Reinoso, Claudio O. Marangoni (2) – Carlos D. Tapia (2), Humberto D. Gutiérrez                                                                  |
| 8 listopada 1987 | Argentinos Juniors – CA Banfield 5:1 Julio J. Olarticoechea, Patricio J. Hernández (3, 1k), Raúl J. Espíndola – Pedro A. Molina mecz rozegrany został na stadionie klubu Ferro Carril Oeste |
| 8 listopada 1987 | Gimnasia y Esgrima La Plata – San Lorenzo de Almagro 2:0 Carlos A. Carrió, Miguel A. Gambier                                                                                                |

### Kolejka 12 (przełożona)
| Data              | Mecz |
| ----------------- | --- |
| 11 listopada 1987 | CA Platense – Racing Córdoba 1:0 Marcelo F. Espina                                                                                         |
| 11 listopada 1987 | San Lorenzo de Almagro – Newell’s Old Boys 1:0 Norberto Ortega Sánchez mecz rozegrany został na stadionie klubu CA Huracán                 |
| 11 listopada 1987 | CA Banfield – Gimnasia y Esgrima La Plata 0:2 Carlos G. Russo, Gerardo M. González                                                         |
| 11 listopada 1987 | Boca Juniors – Argentinos Juniors 1:0 Carlos D. Tapia                                                                                      |
| 11 listopada 1987 | Talleres Córdoba – Independiente 1:0 Aníbal F. Muggione                                                                                    |
| 11 listopada 1987 | Racing Club de Avellaneda – Instituto Córdoba 5:1 Ramón I. Medina Bello (2), Walter R. Fernández, José R. Iglesias (2) – Oscar A. Dertycia |
| 11 listopada 1987 | Unión Santa Fe – River Plate 3:1 Julio C. Toresani, Rafael Bobadilla (2) – Claudio P. Caniggia                                             |
| 11 listopada 1987 | Ferro Carril Oeste – Deportivo Español 1:1 Alejandro Sabella – José L. Rodríguez                                                           |
| 11 listopada 1987 | Estudiantes La Plata – CA Vélez Sarsfield 1:1 Rubén J. Agüero (k) – Claudio O. García                                                      |
| 11 listopada 1987 | Rosario Central – Armenio Buenos Aires 1:1 Edgardo Bauza – Miguel A. Oviedo                                                                |

### Kolejka 14
| Data              | Mecz |
| ----------------- | --- |
| 15 listopada 1987 | Newell’s Old Boys – Racing Córdoba 2:0 Juan J. Rossi (k), Sergio O. Almirón                                                                                         |
| 15 listopada 1987 | CA Platense – Gimnasia y Esgrima La Plata 2:1 Néstor A. De Vicente, Marcelo F. Espina – Miguel A. Gambier                                                           |
| 15 listopada 1987 | San Lorenzo de Almagro – Argentinos Juniors 4:0 Norberto Ortega Sánchez, Walter O. Perazzo (2), Rubén O. Romano mecz rozegrany został na stadionie klubu CA Huracán |
| 15 listopada 1987 | CA Banfield – Independiente 0:0 |
| 15 listopada 1987 | Boca Juniors – Instituto Córdoba 2:1 Carlos D. Tapia (2) – Oscar A. Dertycia (k)                                                                                    |
| 15 listopada 1987 | Talleres Córdoba – River Plate 0:0 |
| 15 listopada 1987 | Racing Club de Avellaneda – Deportivo Español 1:1 Ramón I. Medina Bello – José L. Rodríguez                                                                         |
| 15 listopada 1987 | Unión Santa Fe – CA Vélez Sarsfield 1:0 Julio C. Toresani |
| 15 listopada 1987 | Ferro Carril Oeste – Armenio Buenos Aires 1:0 Oscar R. Acosta |
| 15 listopada 1987 | Estudiantes La Plata – Rosario Central 1:2 Walter Cuvertino – Fernando F. Lanzidei (2)                                                                              |

### Kolejka 15
| Data              | Mecz |
| ----------------- | --- |
| 22 listopada 1987 | Racing Córdoba – Estudiantes La Plata 0:0 |
| 22 listopada 1987 | Rosario Central – Ferro Carril Oeste 1:1 Adelqui M. Cornaglia – Héctor D. Miranda                                                                         |
| 22 listopada 1987 | Armenio Buenos Aires – Unión Santa Fe 2:1 Sergio S. Maciel, José A. Ubeda – Anthony De Ávila Charris mecz rozegrany został na stadionie klubu CA Platense |
| 22 listopada 1987 | CA Vélez Sarsfield – Racing Club de Avellaneda 0:0 |
| 22 listopada 1987 | Deportivo Español – Talleres Córdoba 5:1 Esteban F. González (3), José L. Rodríguez (2) – Juan C. Segovia s                                               |
| 22 listopada 1987 | River Plate – Boca Juniors 3:2 Jorge O. Da Silva, Enrique E. Corti, Omar A. Palma – Jorge R. Rinaldi (2)                                                  |
| 22 listopada 1987 | Instituto Córdoba – CA Banfield 1:1 Ricardo N. Rentera – Raúl A. Cardozo                                                                                  |
| 22 listopada 1987 | Independiente – San Lorenzo de Almagro 2:1 Sergio C. Merlini, Alejandro E. Barberón – Pedro O. Larraquy                                                   |
| 22 listopada 1987 | Argentinos Juniors – CA Platense 2:0 Patricio J. Hernández (k), Raúl J. Espínola mecz rozegrany został na stadionie klubu Ferro Carril Oeste              |
| 22 listopada 1987 | Gimnasia y Esgrima La Plata – Newell’s Old Boys 2:2 Gerardo M. González, Ricardo D. Kuzemka – Gerardo D. Martino, Sergio O. Almirón                       |

### Kolejka 16
| Data              | Mecz |
| ----------------- | --- |
| 29 listopada 1987 | Gimnasia y Esgrima La Plata – Racing Córdoba 4:2 Carlos A. Carrió (2, 2k), Miguel A. Gambier, Jorge Reyna – José T. Serrizuela Y Raúl de la C. Chaparro                     |
| 29 listopada 1987 | Newell’s Old Boys – Argentinos Juniors 2:0 Roque R. Alfaro, Roberto N. Sensini                                                                                              |
| 29 listopada 1987 | CA Platense – Independiente 1:1 Néstor A. De Vicente – Sergio C. Merlini |
| 29 listopada 1987 | San Lorenzo de Almagro – Instituto Córdoba 3:0 Darío A. Siviski, Walter O. Perazzo (2) mecz rozegrany został na stadionie klubu CA Huracán                                  |
| 29 listopada 1987 | CA Banfield – River Plate 1:4 Toribio D. Aquino – Antonio Alzamendi Casas (2), Omar A. Palma, Jorge O. Da Silva mecz rozegrany został na stadionie klubu CA Vélez Sarsfield |
| 29 listopada 1987 | Boca Juniors – Deportivo Español 1:2 Jorge A. Comas – José L. Rodríguez (2)                                                                                                 |
| 29 listopada 1987 | Talleres Córdoba – CA Vélez Sarsfield 1:1 Mario E. Bevilacqua (k) – Luis A. Galván s                                                                                        |
| 29 listopada 1987 | Racing Club de Avellaneda – Armenio Buenos Aires 1:1 Miguel A. Colombatti – Walter Oudoukian                                                                                |
| 29 listopada 1987 | Unión Santa Fe – Rosario Central 1:1 Rafael Bobadilla – Edgardo Bauza |
| 29 listopada 1987 | Ferro Carril Oeste – Estudiantes La Plata 1:1 Leonardo F. Itabel – Alejandro M. Russo                                                                                       |

### Kolejka 17
| Data           | Mecz |
| -------------- | --- |
| 4 grudnia 1987 | Racing Córdoba – Ferro Carril Oeste 1:1 Luis A. Amuchástegui – Leonardo F. Itabel                                                                               |
| 4 grudnia 1987 | Estudiantes La Plata – Unión Santa Fe 2:1 Mario D. Saralegui, ? – Fernando H. Alí                                                                               |
| 4 grudnia 1987 | Rosario Central – Racing Club de Avellaneda 1:2 Osvaldo S. Escudero – Miguel A. Colombatti, Edgardo Bauza s                                                     |
| 4 grudnia 1987 | Armenio Buenos Aires – Talleres Córdoba 3:1 Walter Oudoukian (2), Ramón E. Gallardo (k) – Hugo E. Gottardi mecz rozegrany został na stadionie klubu CA Platense |
| 4 grudnia 1987 | CA Vélez Sarsfield – Boca Juniors 2:0 Daniel González Verón, Juan J. Meza (k)                                                                                   |
| 4 grudnia 1987 | Deportivo Español – CA Banfield 2:1 Mario E. Cariaga, José L. Rodríguez – Carlos J. Godoy                                                                       |
| 4 grudnia 1987 | River Plate – San Lorenzo de Almagro 0:0 |
| 4 grudnia 1987 | Instituto Córdoba – CA Platense 2:1 Oscar A. Dertycia (2) – Carlos A. Alfaro Moreno                                                                             |
| 4 grudnia 1987 | Independiente – Newell’s Old Boys 0:0 |
| 4 grudnia 1987 | Argentinos Juniors – Gimnasia y Esgrima La Plata 1:1 Carlos A. Mayor – Carlos A. Carrió (k) mecz rozegrany został na stadionie klubu Ferro Carril Oeste         |

### Kolejka 18
| Data           | Mecz |
| -------------- | --- |
| 7 grudnia 1987 | Argentinos Juniors – Racing Córdoba 3:0 Emilio N. Commisso, José A. Castro (2) mecz rozegrany został na stadionie klubu Ferro Carril Oeste                                   |
| 7 grudnia 1987 | Gimnasia y Esgrima La Plata – Independiente 3:0 Gerardo M. González (2), Mauro G. Airez                                                                                      |
| 7 grudnia 1987 | Newell’s Old Boys – Instituto Córdoba 3:0 Jorge R. Pautasso (2), Roque R. Alfaro                                                                                             |
| 7 grudnia 1987 | CA Platense – River Plate 1:1 Marcelo F. Espina – Jorge O. Da Silva |
| 7 grudnia 1987 | San Lorenzo de Almagro – Deportivo Español 2:2 Oscar A. Tedini, Darío A. Siviski – Esteban F. González, Walter A. Parodi mecz rozegrany został na stadionie klubu CA Huracán |
| 7 grudnia 1987 | CA Banfield – CA Vélez Sarsfield 0:1 Juan J. Meza |
| 7 grudnia 1987 | Boca Juniors – Armenio Buenos Aires 0:0 |
| 7 grudnia 1987 | Talleres Córdoba – Rosario Central 2:2 Víctor H. Heredia, Hugo E. Gottari – Osvaldo S. Escudero, Fernando F. Lanzidei                                                        |
| 7 grudnia 1987 | Racing Club de Avellaneda – Estudiantes La Plata 3:1 Rubén Paz (3) – Alejandro M. Russo                                                                                      |
| 7 grudnia 1987 | Unión Santa Fe – Ferro Carril Oeste 1:4 Fernando H. Alí – Héctor R. Cúper, Gabriel E. Vales, Leonardo F. Itabel, Oscar A. Garré                                              |

### Kolejka 19
| Data            | Mecz |
| --------------- | --- |
| 18 grudnia 1987 | Estudiantes La Plata – Talleres Córdoba 1:1 Sergio E. Gurrieri – Mario E. Bevilacqua                                                                                            |
| 18 grudnia 1987 | Rosario Central – Boca Juniors 2:0 José D. Di Leo, Jorge M. Díaz |
| 18 grudnia 1987 | CA Vélez Sarsfield – San Lorenzo de Almagro 1:1 Buenaventura Ferreira – Walter O. Perazzo                                                                                       |
| 19 grudnia 1987 | Racing Córdoba – Unión Santa Fe 1:0 José T. Serrizuela |
| 19 grudnia 1987 | Instituto Córdoba – Gimnasia y Esgrima La Plata 4:3 Ricardo N. Rentera, Oscar A. Dertycia (k), Arsenio R. Benítez (2) – Eusebio Espínola, Miguel A. Gambier, Ricardo D. Kuzemka |
| 20 grudnia 1987 | Ferro Carril Oeste – Racing Club de Avellaneda 1:1 Héctor R. Cúper – Miguel A. Colombatti                                                                                       |
| 20 grudnia 1987 | Armenio Buenos Aires – CA Banfield 1:0 Sergio S. Maciel mecz rozegrany został na stadionie klubu CA Platense                                                                    |
| 20 grudnia 1987 | Deportivo Español – CA Platense 1:2 Germán R. Martelotto – Néstor A. De Vicente, Carlos A. Alfaro Moreno                                                                        |
| 20 grudnia 1987 | River Plate – Newell’s Old Boys 1:2 Roque R. Alfaro s – Juan J. Rossi (k), Roberto N. Sensini                                                                                   |
| 20 grudnia 1987 | Independiente – Argentinos Juniors 0:1 José A. Castro |

### Kolejka 20
| Data             | Mecz |
| ---------------- | --- |
| 22 stycznia 1987 | Instituto Córdoba – Argentinos Juniors 2:0 Oscar A. Dertycia, Ricardo N. Rentera |
| 22 stycznia 1987 | Armenio Buenos Aires – San Lorenzo de Almagro 1:3 Luis A. Villarreal (k) – Walter O. Perazzo (2), Norberto Ortega Sánchez mecz rozegrany został na stadionie klubu Ferro Carril Oeste |
| 22 stycznia 1987 | Rosario Central – CA Banfield 5:1 Fernando F. Lanzidei (2), Jorge M. Díaz (2), Osvaldo S. Escudero – Horacio García (k)                                                               |
| 23 stycznia 1987 | Estudiantes La Plata – Boca Juniors 0:0 |
| 24 stycznia 1987 | Independiente – Racing Córdoba 0:0 |
| 24 stycznia 1987 | River Plate – Gimnasia y Esgrima La Plata 2:3 Américo R. Gallego, Jorge O. Da Silva – Carlos G. Russo (k), Miguel A. Gambier, Mauro G. Airez                                          |
| 24 stycznia 1987 | Deportivo Español – Newell’s Old Boys 1:2 José L. Rodríguez (k) – Gustavo A. Dezotti (2)                                                                                              |
| 24 stycznia 1987 | CA Vélez Sarsfield – CA Platense 4:2 Juan J. Meza (3, 1k), Daniel González Verón – Ariel G. Orellano, Carlos A. Alfaro Moreno (k)                                                     |
| 24 stycznia 1987 | Ferro Carril Oeste – Talleres Córdoba 1:0 Héctor D. Miranda |
| 24 stycznia 1987 | Unión Santa Fe – Racing Club de Avellaneda 0:0 |

### Kolejka 21
| Data             | Mecz |
| ---------------- | --- |
| 29 stycznia 1987 | Talleres Córdoba – Unión Santa Fe 1:1 Hugo E. Gottardi – Marcelo D. Marcucci                                                                           |
| 29 stycznia 1987 | Newell’s Old Boys – CA Vélez Sarsfield 1:2 Juan M. Llop – Buenaventura Ferreira, Claudio O. García                                                     |
| 30 stycznia 1987 | Boca Juniors – Ferro Carril Oeste 1:0 Ángel G. Hoyos                                                                                                   |
| 30 stycznia 1987 | CA Banfield – Estudiantes La Plata 1:0 Toribio D. Aquino                                                                                               |
| 31 stycznia 1987 | Racing Córdoba – Racing Club de Avellaneda 0:0 |
| 31 stycznia 1987 | San Lorenzo de Almagro – Rosario Central 3:0 Norberto Ortega Sánchez, Oscar A. Tedini, Walter O. Perazzo                                               |
| 31 stycznia 1987 | CA Platense – Armenio Buenos Aires 1:1 Carlos A. Alfaro Moreno – Ricardo G. Gándaras                                                                   |
| 31 stycznia 1987 | Gimnasia y Esgrima La Plata – Deportivo Español 1:0 Miguel A. Gambier                                                                                  |
| 31 stycznia 1987 | Argentinos Juniors – River Plate 3:0 Carlos A. Mayor (k), Carlos A. Ereros, José A. Castro mecz rozegrany został na stadionie klubu Ferro Carril Oeste |
| 31 stycznia 1987 | Independiente – Instituto Córdoba 3:0 Ricardo O. Giusti, Alejandro E. Barberón, Franco E. Navarro Monteyro                                             |

### Kolejka 22
| Data          | Mecz |
| ------------- | --- |
| 5 lutego 1987 | Instituto Córdoba – Racing Córdoba 1:2 Osvaldo M. Márquez – Luis A. Amuchástegui, Víctor H. Ferreyra                                                                     |
| 6 lutego 1987 | River Plate – Independiente 1:0 Antonio Alzamendi Casas (k) |
| 6 lutego 1987 | Rosario Central – CA Platense 1:1 Roberto D. Gasparini (k) – Walter J. Fernández                                                                                         |
| 6 lutego 1987 | Estudiantes La Plata – San Lorenzo de Almagro 1:1 Sergio E. Gurrieri – Oscar A. Tedini                                                                                   |
| 6 lutego 1987 | Unión Santa Fe – Boca Juniors 2:2 Fernando H. Alí, Julio C. Toresani – Mario E. Alberto s, Alfredo O. Graciani                                                           |
| 7 lutego 1987 | Deportivo Español – Argentinos Juniors 2:0 Germán R. Martelotto, Luis A. Correa                                                                                          |
| 7 lutego 1987 | CA Vélez Sarsfield – Gimnasia y Esgrima La Plata 2:0 Diego P. Simeone, Daniel González Verón                                                                             |
| 7 lutego 1987 | Armenio Buenos Aires – Newell’s Old Boys 2:2 Walter Oudoukian, Carlos Maldonado – Sergio S. Maciel s, Abel E. Balbo mecz rozegrany został na stadionie klubu CA Platense |
| 7 lutego 1987 | Ferro Carril Oeste – CA Banfield 0:0 |
| 7 lutego 1987 | Racing Club de Avellaneda – Talleres Córdoba 3:2 José R. Iglesias (3) – Hugo E. Gottardi, Mario E. Bevilacqua                                                            |

### Kolejka 23
| Data           | Mecz |
| -------------- | --- |
| 12 lutego 1987 | Racing Córdoba – Talleres Córdoba 2:3 Eusebio J. Roldán, José T. Serrizuela (k) – Hugo E. Gottardi, Mario E. Bevilacqua, Víctor H. Heredia                     |
| 12 lutego 1987 | Newell’s Old Boys – Rosario Central 1:0 Gustavo A. Dezotti |
| 12 lutego 1987 | Instituto Córdoba – River Plate 0:0 |
| 14 lutego 1987 | Boca Juniors – Racing Club de Avellaneda 2:1 Alfredo O. Graciani (2) – José R. Iglesias                                                                        |
| 14 lutego 1987 | CA Banfield – Unión Santa Fe 1:0 Félix L. Orte |
| 14 lutego 1987 | San Lorenzo de Almagro – Ferro Carril Oeste 0:2 Héctor D. Miranda, Luis F. Artime                                                                              |
| 14 lutego 1987 | CA Platense – Estudiantes La Plata 2:0 Walter J. Fernández, Carlos A. Alfaro Moreno                                                                            |
| 14 lutego 1987 | Gimnasia y Esgrima La Plata – Armenio Buenos Aires 1:1 Claudio C. Baravane – Daniel L. Kuchen                                                                  |
| 14 lutego 1987 | Argentinos Juniors – CA Vélez Sarsfield 2:1 Sergio D. Batista, Sergio J. Pérez – Claudio O. García mecz rozegrany został na stadionie klubu Ferro Carril Oeste |
| 14 lutego 1987 | Independiente – Deportivo Español 0:0 |

### Kolejka 24
| Data           | Mecz |
| -------------- | --- |
| 19 lutego 1987 | Rosario Central – Gimnasia y Esgrima La Plata 1:1 Jorge M. Díaz – Mauro G. Airez                                                           |
| 19 lutego 1987 | Unión Santa Fe – San Lorenzo de Almagro 2:0 Marcelo D. Marcucci, Alberto F. Acosta                                                         |
| 19 lutego 1987 | Talleres Córdoba – Boca Juniors 0:1 Jorge A. Comas                                                                                         |
| 20 lutego 1987 | River Plate – Racing Córdoba 2:1 Pedro I. Salaberry, Antonio Alzamendi Casas – José T. Serrizuela                                          |
| 20 lutego 1987 | CA Vélez Sarsfield – Independiente 1:0 Mario B. Lucca                                                                                      |
| 20 lutego 1987 | Racing Club de Avellaneda – CA Banfield 0:0                                                                                                |
| 21 lutego 1987 | Deportivo Español – Instituto Córdoba 0:2 Arsenio R. Benítez, Isidro Ceballos                                                              |
| 21 lutego 1987 | Armenio Buenos Aires – Argentinos Juniors 0:2 Néstor G. Lorenzo, Ezequiel M. Castillo mecz rozegrany został na stadionie klubu CA Platense |
| 21 lutego 1987 | Estudiantes La Plata – Newell’s Old Boys 1:1 Rubén J. Agüero (k) – Roque R. Alfaro                                                         |
| 21 lutego 1987 | Ferro Carril Oeste – CA Platense 0:0 |

### Kolejka 25
| Data           | Mecz |
| -------------- | --- |
| 26 lutego 1987 | Newell’s Old Boys – Ferro Carril Oeste 0:0 |
| 26 lutego 1987 | Independiente – Armenio Buenos Aires 1:1 Pedro D. Monzón – Walter Oudoukian                                                                                  |
| 28 lutego 1987 | Racing Córdoba – Boca Juniors 2:0 Víctor H. Ferreyra, Eusebio J. Roldán                                                                                      |
| 28 lutego 1987 | CA Banfield – Talleres Córdoba 3:1 Toribio D. Aquino, Marcelo A. Benítez, Félix L. Orte – Mario E. Bevilacqua                                                |
| 28 lutego 1987 | San Lorenzo de Almagro – Racing Club de Avellaneda 3:0 Blas A. Giunta, Darío A. Siviski, Daniel H. Ahmed mecz rozegrany został na stadionie klubu CA Huracán |
| 28 lutego 1987 | CA Platense – Unión Santa Fe 3:1 Carlos A. Alfaro Moreno (k), Ariel E. Boldrini, Marcelo F. Espina – Anthony De Ávila Charris                                |
| 28 lutego 1987 | Gimnasia y Esgrima La Plata – Estudiantes La Plata 2:2 Carlos G. Russo (2, 2k) – Gustavo A. Yalvé, Rodolfo E. Cardoso                                        |
| 28 lutego 1987 | Argentinos Juniors – Rosario Central 2:1 Patricio J. Hernández (2, 1k) – Edgardo Bauza (k)                                                                   |
| 28 lutego 1987 | Instituto Córdoba – CA Vélez Sarsfield 2:1 Enrique R. Nieto (2) – Juan J. Meza (k)                                                                           |
| 28 lutego 1987 | River Plate – Deportivo Español 3:3 Pablo C. Erbín, Antonio Alzamendi Casas, Jorge O. Da Silva – Mario E. Cariaga, Esteban F. González, Germán R. Martelotto |

### Kolejka 26
| Data         | Mecz |
| ------------ | --- |
| 5 marca 1987 | Armenio Buenos Aires – Instituto Córdoba 2:3 Carlos Maldonado, Luis A. Villarreal – Ramiro Castillo Salina, Oscar A. Dertycia (2) mecz rozegrany został na stadionie klubu CA Platense |
| 5 marca 1987 | Rosario Central – Independiente 0:1 Ricardo O. Giusti |
| 5 marca 1987 | Unión Santa Fe – Newell’s Old Boys 0:2 Gerardo D. Martino, Abel E. Balbo |
| 6 marca 1987 | Deportivo Español – Racing Córdoba 1:1 José L. Rodríguez – Pedro H. Argota |
| 6 marca 1987 | CA Vélez Sarsfield – River Plate 1:2 Claudio O. García – Jorge O. Da Silva, Mario E. Cariaga                                                                                           |
| 6 marca 1987 | Estudiantes La Plata – Argentinos Juniors 0:1 Ezequiel M. Castillo |
| 6 marca 1987 | Ferro Carril Oeste – Gimnasia y Esgrima La Plata 0:0 |
| 6 marca 1987 | Racing Club de Avellaneda – CA Platense 0:1 Marcelo F. Espina |
| 6 marca 1987 | Talleres Córdoba – San Lorenzo de Almagro 4:4 Hugo E. Gottardi, Mario E. Bevilacqua, Aníbal F. Muggione, Javier López Báez – Walter O. Perazzo, Oscar A. Tedini (3)                    |
| 6 marca 1987 | Boca Juniors – CA Banfield 2:0 Jorge A. Comas, José L. Villarreal |

### Kolejka 27
| Data         | Mecz |
| ------------ | --- |
| 9 marca 1987 | Racing Córdoba – CA Banfield 4:1 Raúl de la C. Chaparro, Víctor H. Ferreyra, Eusebio J. Roldán, Omar J. Cabral – Toribio D. Aquino      |
| 9 marca 1987 | San Lorenzo de Almagro – Boca Juniors 2:0 Sergio R. Marchi, Norberto Ortega Sánchez mecz rozegrany został na stadionie klubu CA Huracán |
| 9 marca 1987 | CA Platense – Talleres Córdoba 1:0 Carlos A. Alfaro Moreno                                                                              |
| 9 marca 1987 | Newell’s Old Boys – Racing Club de Avellaneda 3:1 Gustavo A. Dezotti, Juan M. Llop, Ariel O. Cozzoni – José R. Iglesias (k)             |
| 9 marca 1987 | Gimnasia y Esgrima La Plata – Unión Santa Fe 1:0 Carlos A. García (k)                                                                   |
| 9 marca 1987 | Argentinos Juniors – Ferro Carril Oeste 0:0 mecz rozegrany został na stadionie klubu Ferro Carril Oeste                                 |
| 9 marca 1987 | Independiente – Estudiantes La Plata 0:0                                                                                                |
| 9 marca 1987 | Instituto Córdoba – Rosario Central 1:1 Enrique R. Nieto – Hugo A. Galloni                                                              |
| 9 marca 1987 | River Plate – Armenio Buenos Aires 2:3 Claudio P. Caniggia, Omar A. Palma – Raúl E. Wensel (3)                                          |
| 9 marca 1987 | Deportivo Español – CA Vélez Sarsfield 1:1 José L. Rodríguez – Claudio O. García mecz rozegrany został na stadionie klubu Boca Juniors  |

### Kolejka 28
| Data          | Mecz |
| ------------- | --- |
| 13 marca 1987 | CA Vélez Sarsfield – Racing Córdoba 1:0 Diego P. Simeone                                                             |
| 13 marca 1987 | Armenio Buenos Aires – Deportivo Español 0:0 mecz rozegrany został na stadionie klubu CA Platense                    |
| 13 marca 1987 | Rosario Central – River Plate 1:2 Osvaldo S. Escudero – Claudio P. Caniggia, Omar A. Palma                           |
| 13 marca 1987 | Estudiantes La Plata – Instituto Córdoba 1:1 Rubén J. Agüero – Arsenio R. Benítez                                    |
| 13 marca 1987 | Ferro Carril Oeste – Independiente 0:1 Alejandro E. Barberón                                                         |
| 13 marca 1987 | Unión Santa Fe – Argentinos Juniors 1:1 Anthony De Ávila Charris – Patricio J. Hernández                             |
| 13 marca 1987 | Racing Club de Avellaneda – Gimnasia y Esgrima La Plata 1:1 Rubén Paz – Gustavo A. Costas s                          |
| 13 marca 1987 | Talleres Córdoba – Newell’s Old Boys 1:1 Luis A. Díaz – Abel E. Balbo (k)                                            |
| 13 marca 1987 | Boca Juniors – CA Platense 1:1 Humberto D. Gutiérrez – Ariel E. Boldrini                                             |
| 13 marca 1987 | CA Banfield – San Lorenzo de Almagro 2:2 Toribio D. Aquino, Daniel F. Andrada – Claudio H. Zacarías, Daniel H. Ahmed |

### Kolejka 29
| Data          | Mecz |
| ------------- | --- |
| 20 marca 1987 | Racing Córdoba – San Lorenzo de Almagro 1:1 José T. Serrizuela (k) – Walter O. Perazzo                                                                                                 |
| 20 marca 1987 | CA Platense – CA Banfield 1:1 Ariel E. Boldrini – Daniel F. Andrada (k) |
| 20 marca 1987 | Newell’s Old Boys – Boca Juniors 4:0 Juan J. Rossi, Abel E. Balbo, Roque R. Alfaro (2)                                                                                                 |
| 20 marca 1987 | Gimnasia y Esgrima La Plata – Talleres Córdoba 1:1 Carlos G. Russo (k) – Mario E. Bevilacqua                                                                                           |
| 20 marca 1987 | Argentinos Juniors – Racing Club de Avellaneda 1:3 Patricio J. Hernández – Omar H. Catalán, Walter R. Fernández, Rubén Paz mecz rozegrany został na stadionie klubu Ferro Carril Oeste |
| 20 marca 1987 | Independiente – Unión Santa Fe 3:1 Alejandro E. Barberón, Venancio A. Ramos, Claudio O. Marangoni – Marcelo D. Marcucci                                                                |
| 20 marca 1987 | Instituto Córdoba – Ferro Carril Oeste 3:1 Enrique R. Nieto, Oscar A. Dertycia (2, 1k) – Claudio A. Cristofanelli                                                                      |
| 20 marca 1987 | River Plate – Estudiantes La Plata 1:0 Jorge O. Da Silva |
| 20 marca 1987 | Deportivo Español – Rosario Central 0:4 Ariel R. Cuffaro Russo, Osvaldo S. Escudero (2), José L. Albarenque                                                                            |
| 20 marca 1987 | CA Vélez Sarsfield – Armenio Buenos Aires 4:1 Adrián A. Bianchi (2), Gustavo A. Zalazar, Claudio O. García – Carlos Maldonado                                                          |

### Kolejka 30
| Data          | Mecz |
| ------------- | --- |
| 23 marca 1987 | Armenio Buenos Aires – Racing Córdoba 0:0 mecz rozegrany został na stadionie klubu CA Platense                                       |
| 23 marca 1987 | Rosario Central – CA Vélez Sarsfield 1:1 Jorge M. Díaz – Claudio O. García                                                           |
| 23 marca 1987 | Estudiantes La Plata – Deportivo Español 1:0 Rodolfo E. Cardoso                                                                      |
| 23 marca 1987 | Ferro Carril Oeste – River Plate 0:0                                                                                                 |
| 23 marca 1987 | Unión Santa Fe – Instituto Córdoba 1:1 Gustavo A. Juárez s – Oscar A. Dertycia                                                       |
| 23 marca 1987 | Racing Club de Avellaneda – Independiente 3:1 Miguel A. Colombatti, Ariel A. Wiktor s, Ramón I. Medina Bello – Alejandro E. Barberón |
| 23 marca 1987 | Talleres Córdoba – Argentinos Juniors 3:1 Mario E. Bevilacqua (2, 1k), José L. Pochettino – Patricio J. Hernández (k)                |
| 23 marca 1987 | Boca Juniors – Gimnasia y Esgrima La Plata 2:0 Jorge A. Comas, Ariel M. Are                                                          |
| 23 marca 1987 | CA Banfield – Newell’s Old Boys 0:0                                                                                                  |
| 23 marca 1987 | San Lorenzo de Almagro – CA Platense 2:0 Darío A. Siviski, Norberto Ortega Sánchez                                                   |

### Kolejka 31
| Data             | Mecz |
| ---------------- | --- |
| 10 kwietnia 1987 | Racing Córdoba – CA Platense 1:0 Luis A. Escobedo |
| 10 kwietnia 1987 | Newell’s Old Boys – San Lorenzo de Almagro 0:0 |
| 10 kwietnia 1987 | Gimnasia y Esgrima La Plata – CA Banfield 2:1 Mauro G. Airez, Sergio O. Saturno – Félix L. Orte (k)                                                                  |
| 10 kwietnia 1987 | Argentinos Juniors – Boca Juniors 3:1 Emilio N. Commisso, Patricio J. Hernández (2, 1k) – Jorge A. Comas mecz rozegrany został na stadionie klubu Ferro Carril Oeste |
| 10 kwietnia 1987 | Independiente – Talleres Córdoba 0:0 |
| 10 kwietnia 1987 | Instituto Córdoba – Racing Club de Avellaneda 1:1 Osvaldo M. Márquez – Hugo L. Pérez                                                                                 |
| 10 kwietnia 1987 | River Plate – Unión Santa Fe 2:0 Jorge O. Da Silva, Horacio A. Humoller s                                                                                            |
| 10 kwietnia 1987 | Deportivo Español – Ferro Carril Oeste 3:2 Jorge A. Ortega, Mario E. Cariaga (2) – Luis F. Artime, Gustavo J. Acosta                                                 |
| 10 kwietnia 1987 | CA Vélez Sarsfield – Estudiantes La Plata 5:1 Diego P. Simeone, Rubén J. Agüero s, Claudio O. García, Adrián A. Bianchi, Mario B. Lucca – Rubén J. Agüero (k)        |
| 10 kwietnia 1987 | Armenio Buenos Aires – Rosario Central 0:1 Ariel R. Cuffaro Russo |

### Kolejka 32
| Data             | Mecz |
| ---------------- | --- |
| 17 kwietnia 1987 | Rosario Central – Racing Córdoba 0:0                                                                             |
| 17 kwietnia 1987 | Estudiantes La Plata – Armenio Buenos Aires 2:1 Rubén J. Agüero (k), Alejandro M. Russo – Luis A. Villarreal (k) |
| 17 kwietnia 1987 | Ferro Carril Oeste – CA Vélez Sarsfield 0:0                                                                      |
| 17 kwietnia 1987 | Unión Santa Fe – Deportivo Español 1:1 Julio C.Toresani – Esteban F. González                                    |
| 17 kwietnia 1987 | Racing Club de Avellaneda – River Plate 0:0                                                                      |
| 17 kwietnia 1987 | Talleres Córdoba – Instituto Córdoba 0:4 Arsenio R. Benítez, Oscar A. Dertycia (2), Enrique R. Nieto             |
| 17 kwietnia 1987 | Boca Juniors – Independiente 2:0 Jorge A. Comas (k), Alfredo O. Graciani                                         |
| 17 kwietnia 1987 | CA Banfield – Argentinos Juniors 2:1 Toribio D. Aquino, Marcelo D. Policaro – Raúl J. Espíndola                  |
| 17 kwietnia 1987 | San Lorenzo de Almagro – Gimnasia y Esgrima La Plata 0:0 mecz rozegrany został na stadionie klubu CA Huracán     |
| 17 kwietnia 1987 | CA Platense – Newell’s Old Boys 0:0                                                                              |

### Kolejka 33
| Data             | Mecz |
| ---------------- | --- |
| 24 kwietnia 1987 | Racing Córdoba – Newell’s Old Boys 0:4 Juan J. Rossi, Gerardo D. Martino, Abel E. Balbo (2)                                                             |
| 24 kwietnia 1987 | Gimnasia y Esgrima La Plata – CA Platense 3:2 Gerardo M. González, Carlos G. Russo (k), Claudio C. Baravane – Néstor A. De Vicente, Walter J. Fernández |
| 24 kwietnia 1987 | Argentinos Juniors – San Lorenzo de Almagro 0:1 Oscar A. Tedini mecz rozegrany został na stadionie klubu Ferro Carril Oeste                             |
| 24 kwietnia 1987 | Independiente – CA Banfield 3:2 Franco E. Navarro Monteyro, Ricardo E. Bochini, Gerardo M. Reinoso – Marcelo A. Martino (2)                             |
| 24 kwietnia 1987 | Instituto Córdoba – Boca Juniors 2:2 Richard Tavares Almeida s, Gustavo A. Juárez – Jorge A. Comas, Ariel J. Krasouski                                  |
| 24 kwietnia 1987 | River Plate – Talleres Córdoba 1:0 Oscar A. Ruggeri |
| 24 kwietnia 1987 | Deportivo Español – Racing Club de Avellaneda 0:2 Omar H. Catalán, José R. Iglesias                                                                     |
| 24 kwietnia 1987 | CA Vélez Sarsfield – Unión Santa Fe 1:1 Gustavo A. Zalazar – Alberto F. Acosta                                                                          |
| 24 kwietnia 1987 | Armenio Buenos Aires – Ferro Carril Oeste 0:0 mecz rozegrany został na stadionie klubu CA Platense                                                      |
| 24 kwietnia 1987 | Rosario Central – Estudiantes La Plata 1:1 Fernando F. Lanzidei – Oscar A. Gissi                                                                        |

### Kolejka 34
| Data             | Mecz |
| ---------------- | --- |
| 30 kwietnia 1987 | Estudiantes La Plata – Racing Córdoba 1:1 Sergio E. Gurrieri – Víctor J. Wolheim                                                                    |
| 30 kwietnia 1987 | Ferro Carril Oeste – Rosario Central 2:3 Oscar R. Acosta, Claudio A. Cristofanelli – Fernando F. Lanzidei, Julio O. Pedernera, Roberto D. Gasparini |
| 30 kwietnia 1987 | Unión Santa Fe – Armenio Buenos Aires 3:1 Anthony De Ávila Charris, Julio C. Toresani, Fernando H. Alí – Luis A. Villarreal (k)                     |
| 30 kwietnia 1987 | Racing Club de Avellaneda – CA Vélez Sarsfield 2:1 Rubén Paz, José R. Iglesias – Isidro Sandoval                                                    |
| 30 kwietnia 1987 | Talleres Córdoba – Deportivo Español 1:0 Víctor H. Heredia                                                                                          |
| 30 kwietnia 1987 | Boca Juniors – River Plate 2:2 Alfredo O. Graciani (2) – Antonio Alzamendi Casas, Oscar A. Ruggeri                                                  |
| 30 kwietnia 1987 | CA Banfield – Instituto Córdoba 2:2 Marcelo D. Policaro (2) – Isidro Ceballos (2)                                                                   |
| 30 kwietnia 1987 | San Lorenzo de Almagro – Independiente 2:0 Oscar A. Tedini, Darío A. Siviski mecz rozegrany został na stadionie klubu CA Vélez Sarsfield            |
| 30 kwietnia 1987 | CA Platense – Argentinos Juniors 1:0 Carlos A. Alfaro Moreno                                                                                        |
| 30 kwietnia 1987 | Newell’s Old Boys – Gimnasia y Esgrima La Plata 1:0 Abel E. Balbo                                                                                   |

### Kolejka 35
| Data        | Mecz |
| ----------- | --- |
| 8 maja 1987 | Racing Córdoba – Gimnasia y Esgrima La Plata 0:0 |
| 8 maja 1987 | Argentinos Juniors – Newell’s Old Boys 1:2 Raúl J. Espíndola – Abel E. Balbo, Roque R. Alfaro mecz rozegrany został na stadionie klubu Ferro Carril Oeste                        |
| 8 maja 1987 | Independiente – CA Platense 0:1 Carlos A. Alfaro Moreno |
| 8 maja 1987 | Instituto Córdoba – San Lorenzo de Almagro 0:1 walkower mecz przerwany z powodu incydentów – później przyznano walkower 0:1 dla San Lorenzo, a klubowi Instituto odjęto 2 punkty |
| 8 maja 1987 | River Plate – CA Banfield 3:1 Jorge Villazán, Ramón M. Centurión, Nelson D. Gutiérrez – Rubén D. Solari Scimonov                                                                 |
| 8 maja 1987 | Deportivo Español – Boca Juniors 1:1 Esteban F. González – Alfredo O. Graciani                                                                                                   |
| 8 maja 1987 | CA Vélez Sarsfield – Talleres Córdoba 3:1 Isidro Sandoval, Jorge A. Nunes, Claudio O. García – Mario E. Bevilacqua                                                               |
| 8 maja 1987 | Armenio Buenos Aires – Racing Club de Avellaneda 1:1 Walter Oudoukian – Jorge O. Acuña mecz rozegrany został na stadionie klubu CA Platense                                      |
| 8 maja 1987 | Rosario Central – Unión Santa Fe 3:1 Jorge M. Díaz, Osvaldo S. Escudero, Fernando F. Lanzidei – Jorge A. García (k)                                                              |
| 8 maja 1987 | Estudiantes La Plata – Ferro Carril Oeste 0:0 |

### Kolejka 36
| Data         | Mecz |
| ------------ | --- |
| 21 maja 1987 | Ferro Carril Oeste – Racing Córdoba 1:2 Luis F. Artime – Omar J. Cabral, Daniel E. Ibarra |
| 21 maja 1987 | Unión Santa Fe – Estudiantes La Plata 4:1 Raúl A. Armando, Anthony De Ávila Cherris, Alberto F. Acosta, Jorge A. García (k) – Rubén D. Insúa (k) |
| 21 maja 1987 | Racing Club de Avellaneda – Rosario Central 1:1 Omar H. Catalán – Hernán E. Díaz |
| 21 maja 1987 | Talleres Córdoba – Armenio Buenos Aires 1:4 Mario E. Bevilacqua – Walter Oudoukian (2), Sergio S. Maciel, Pedro E. Vega |
| 21 maja 1987 | Boca Juniors – CA Vélez Sarsfield 1:0 Richard Tavares Almeida |
| 21 maja 1987 | CA Banfield – Deportivo Español 3:1 Toribio D. Aquino, Marcelo D. Policaro, Pedro A. Molina – José L. Rodríguez |
| 21 maja 1987 | San Lorenzo de Almagro – River Plate 2:4 Walter O. Perazzo (k), Blas A. Giunta – Jorge O. Da Silva, Pablo C. Erbín, Omar A. Palma, Claudio P. Caniggia mecz rozegrany został na stadionie klubu CA Huracán |
| 21 maja 1987 | CA Platense – Instituto Córdoba 1:0 Carlos A. Alfaro Moreno (k) |
| 21 maja 1988 | Newell’s Old Boys – Independiente 6:1 (3:0) Sędzia: Francisco Lamolina Bramki: 1:0 Juan J. Rossi 25k, 2:0 Juan J. Rossi 37, 3:0 Roque R. Alfaro 42, 4:0 Roque R. Alfaro 48, 5:0 Sergio O. Almirón 62, 5:1 Ricardo E. Bochini 71, 6:1 Abel E. Balbo 84 Czerwone kartki: – / Islas 24 Club Atlético Newell's Old Boys: Scoponi – Basualdo, Theiler, Pautasso, Sensini – Martino, Llop, Martino, Juan J. Rossi – Abel E. Balbo, Roque R. Alfaro, Sergio O. Almirón. Rezerwowi: Pancirolli, Fullana, Sialle, Víctor Ramos, Dezotti. Trener: José Yudica. CA Independiente: Islas – Clausen, Wiktor, G. Ríos, Enrique – Giusti, Ingrao, Ricardo E. Bochini – Alastuey (Irusta 24), Lobo, Barberón. Rezerwowi: Villaverde, Massacessi, Venancio Ramos, Navarro. Trener: Jorge Solari. |
| 21 maja 1987 | Gimnasia y Esgrima La Plata – Argentinos Juniors 1:1 Miguel A. Gambier – Emilio N. Commisso |

### Kolejka 37
| Data         | Mecz |
| ------------ | --- |
| 29 maja 1987 | Racing Córdoba – Argentinos Juniors 2:0 Pedro H. Argota, Omar J. Cabral                                     |
| 29 maja 1987 | Independiente – Gimnasia y Esgrima La Plata 2:1 Osvaldo R. Ingrao, Gerardo M. Reinoso – Carlos G. Russo (k) |
| 29 maja 1987 | Instituto Córdoba – Newell’s Old Boys 0:0                                                                   |
| 29 maja 1987 | River Plate – CA Platense 0:1 Carlos G. Jones                                                               |
| 29 maja 1987 | Deportivo Español – San Lorenzo de Almagro 1:1 Walter A. Parodi – Walter O. Perazzo (k)                     |
| 29 maja 1987 | CA Vélez Sarsfield – CA Banfield 1:1 Claudio O. García – Gerardo M. Rojo s                                  |
| 29 maja 1987 | Armenio Buenos Aires – Boca Juniors 0:0 mecz rozegrany został na stadionie klubu CA Platense                |
| 29 maja 1987 | Rosario Central – Talleres Córdoba 1:0 Arturo D. Saravia                                                    |
| 29 maja 1987 | Estudiantes La Plata – Racing Club de Avellaneda 0:0                                                        |
| 29 maja 1987 | Ferro Carril Oeste – Unión Santa Fe 0:3 Alberto F. Acosta (3)                                               |

### Kolejka 38
| Data           | Mecz |
| -------------- | --- |
| 5 czerwca 1987 | Unión Santa Fe – Racing Córdoba 1:0 Alberto F. Acosta                                                                                         |
| 5 czerwca 1987 | Racing Club de Avellaneda – Ferro Carril Oeste 1:0 Ramón I. Medina Bello                                                                      |
| 5 czerwca 1987 | Talleres Córdoba – Estudiantes La Plata 2:1 Mario E. Bevilacqua, Néstor O. Craviotto s – Mario A. Ballarino s                                 |
| 5 czerwca 1987 | Boca Juniors – Rosario Central 2:0 Jorge A. Comas, Walter R. Pico                                                                             |
| 5 czerwca 1987 | CA Banfield – Armenio Buenos Aires 1:2 Daniel F. Andrada – Walter Oudoukian, José A. Ubeda                                                    |
| 5 czerwca 1987 | San Lorenzo de Almagro – CA Vélez Sarsfield 0:0 mecz rozegrany został na stadionie klubu CA Huracán                                           |
| 5 czerwca 1987 | CA Platense – Deportivo Español 1:2 Néstor A. De Vicente – Esteban F. González, Germán R. Martelotto                                          |
| 5 czerwca 1987 | Newell’s Old Boys – River Plate 2:0 Roque R. Alfaro, Víctor R. Ramos                                                                          |
| 5 czerwca 1987 | Gimnasia y Esgrima La Plata – Instituto Córdoba 0:0                                                                                           |
| 5 czerwca 1987 | Argentinos Juniors – Independiente 2:1 Silvio G. Rudman (2) – Pedro F. Massacessi mecz rozegrany został na stadionie klubu Ferro Carril Oeste |

### Końcowa tabela sezonu 1987/88
| Poz | Klub                        | Mecze | Zw | Rem | Por | Pkt | BrZd | BrStr |
| --- | --------------------------- | ----- | -- | --- | --- | --- | ---- | ----- |
| 1   | Newell’s Old Boys           | 38    | 21 | 13  | 4   | 55  | 68   | 22    |
| 2   | San Lorenzo de Almagro      | 38    | 16 | 17  | 5   | 49  | 49   | 28    |
| 3   | Racing Club de Avellaneda   | 38    | 15 | 18  | 5   | 48  | 51   | 33    |
| 4   | River Plate                 | 38    | 17 | 12  | 9   | 46  | 51   | 40    |
| 5   | Gimnasia y Esgrima La Plata | 38    | 11 | 21  | 6   | 43  | 44   | 36    |
| 6   | CA Vélez Sarsfield          | 38    | 14 | 13  | 11  | 41  | 51   | 41    |
| 7   | Rosario Central             | 38    | 12 | 16  | 10  | 40  | 53   | 41    |
| 8   | Argentinos Juniors          | 38    | 15 | 10  | 13  | 40  | 49   | 44    |
| 9   | Deportivo Español           | 38    | 11 | 18  | 9   | 40  | 49   | 47    |
| 10  | CA Platense                 | 38    | 12 | 14  | 12  | 38  | 42   | 45    |
| 11  | Independiente               | 38    | 12 | 13  | 13  | 37  | 37   | 44    |
| 12  | Boca Juniors                | 38    | 12 | 11  | 15  | 35  | 40   | 55    |
| 13  | Armenio Buenos Aires        | 38    | 8  | 18  | 12  | 34  | 37   | 45    |
| 14  | Ferro Carril Oeste          | 38    | 7  | 19  | 12  | 33  | 27   | 35    |
| 15  | Instituto Córdoba           | 38    | 10 | 15  | 13  | 33* | 43   | 53    |
| 16  | Estudiantes La Plata        | 38    | 6  | 20  | 12  | 32  | 31   | 43    |
| 17  | Racing Córdoba              | 38    | 10 | 11  | 17  | 31  | 31   | 44    |
| 18  | Unión Santa Fe              | 38    | 8  | 12  | 18  | 28  | 39   | 52    |
| 19  | CA Banfield                 | 38    | 7  | 14  | 17  | 28  | 36   | 56    |
| 20  | Talleres Córdoba            | 38    | 6  | 15  | 17  | 27  | 40   | 64    |

- Instituto Córdoba – 2 punkty zostały odjęte

### Klasyfikacja strzelców bramek 1987/88
| Gole | Piłkarz         | Klub                      |
| ---- | --------------- | ------------------------- |
| 18   | José Rodríguez  | Deportivo Español         |
| 17   | Mario Bevilaqua | Talleres Córdoba          |
| 16   | José Iglesias   | Racing Club de Avellaneda |
| 16   | Walter Perazzo  | San Lorenzo de Almagro    |
| 15   | Oscar Dertycia  | Instituto Córdoba         |

## Tabela spadkowa 1987/1988
| Poz | Klub                        | 1985/86 pkt/m | 1986/87 pkt/m | 1987/88 pkt/m | Razem pkt/mecze | Średnia |
| --- | --------------------------- | ------------- | ------------- | ------------- | --------------- | ------- |
| 1   | Newell’s Old Boys           | 46/36         | 48/38         | 55/38         | 149/112         | 1.3304  |
| 2   | River Plate                 | 56/36         | 39/38         | 46/38         | 141/112         | 1.2589  |
| 3   | Racing Club de Avellaneda   | 0/0           | 44/38         | 48/38         | 92/76           | 1.2105  |
| 4   | San Lorenzo de Almagro      | 40/36         | 44/38         | 49/38         | 133/112         | 1.1875  |
| 5   | Rosario Central             | 0/0           | 49/38         | 40/38         | 89/76           | 1.1711  |
| 6   | Boca Juniors                | 41/36         | 46/38         | 35/38         | 122/112         | 1.0893  |
| 7   | Deportivo Español           | 46/36         | 36/38         | 40/38         | 122/112         | 1.0893  |
| 8   | Independiente               | 36/36         | 47/38         | 37/38         | 120/112         | 1.0714  |
| 9   | Ferro Carril Oeste          | 40/36         | 44/38         | 33/38         | 117/112         | 1.0446  |
| 10  | Gimnasia y Esgrima La Plata | 36/36         | 37/38         | 43/38         | 116/112         | 1.0357  |
| 11  | CA Vélez Sarsfield          | 34/36         | 41/38         | 41/38         | 116/112         | 1.0357  |
| 12  | Argentinos Juniors          | 44/36         | 28/38         | 40/38         | 112/112         | 1.0000  |
| 13  | Instituto Córdoba           | 35/36         | 41/38         | 33/38         | 109/112         | 0.9732  |
| 14  | Talleres Córdoba            | 37/36         | 38/38         | 27/38         | 102/112         | 0.9107  |
| 15  | Armenio Buenos Aires        | 0/0           | 0/0           | 34/38         | 34/38           | 0.8947  |
| 16  | Estudiantes La Plata        | 27/36         | 37/38         | 32/38         | 96/112          | 0.8571  |
| 17  | CA Platense                 | 27/36         | 27/38         | 38/38         | 92/112          | 0.8214  |
| 18  | Unión Santa Fe              | 31/36         | 31/38         | 28/38         | 90/112          | 0.8036  |
| 19  | Racing Córdoba              | 26/36         | 33/38         | 31/38         | 88/112          | 0.7857  |
| 20  | CA Banfield                 | 0/0           | 0/0           | 28/38         | 28/38           | 0.7368  |

| Baraż o utrzymanie się w pierwszej lidze                                                   |
| ------------------------------------------------------------------------------------------ |
| Unión Santa Fe – Racing Córdoba 1:1(dog), karne 4:5 mecz rozegrany na Estadio La Bombonera |

Do drugiej ligi spadły dwa kluby – ostatni w tabeli spadkowej CA Banfield i przegrany w barażu Unión Santa Fe

## Liguilla Pre Libertadores 1987/1988

### 1/4 finału
- Argentinos Juniors – Racing Club de Avellaneda 1:1 i 1:3

1. 08.06 1988 Julio J. Olarticoechea – Walter R. Fernández (mecz rozegrany został na stadionie klubu Ferro Carril Oeste)
2. 12.06 1988 Patricio J. Hernández k – Hugo L. Pérez, Rubén Paz, Darío N. Decoud

- Deportivo Mandiyú – San Lorenzo de Almagro 1:1 i 1:1

1. 08.06 1988 Elio Rodríguez – Daniel H. Ahmed (mecz rozegrany został na stadionie klubu Huracán Corrientes)
2. 12.06 1988 Daniel Rodríguez Lima – Domingo R. Cáceres s (mecz rozegrany został na stadionie klubu CA Huracán)

awans San Lorenzo de Almagro dzięki wyższej pozycji – jako wicemistrz pierwszej ligi stał wyżej, niż Deportivo Mandiyú, który był mistrzem drugiej ligi
- Rosario Central – River Plate 0:0 i 0:1

1. 08.06 1988 0:0
2. 12.06 1988 Antonio Alzamendi Casas

- CA Vélez Sarsfield – Gimnasia y Esgrima La Plata 3:0 i 1:1

1. 08.06 1988 Juan J. Meza (2, 1k), Adrián A. Bianchi
2. 12.06 1988 Claudio O. García – Mauro G. Airez

### 1/2 finału
- River Plate – Racing Club de Avellaneda 3:3 i 0:1

1. 15.06 1988 Nelson D. Gutiérrez, Néstor R. Gorosito, Antonio Alzamendi Casas – Darío N. Decoud, Ramón I. Medina Bello, Víctor M. Rabuñal
2. 20.06 1988 Víctor M. Rabuñal

- CA Vélez Sarsfield – San Lorenzo de Almagro 0:1 i 0:0

1. 15.06 1988 Norberto Ortega Sánchez
2. 19.06 1988 0:0 (mecz rozegrany został na stadionie klubu Ferro Carril Oeste)

### Finał
- Racing Club de Avellaneda – San Lorenzo de Almagro 0:2 i 1:0

1. 23.06 1988 Norberto Ortega Sánchez, Rubén O. Romano
2. 26.06 1988 Gustavo A. Costas

Klub San Lorenzo de Almagro, obok mistrza Argentyny Newell’s Old Boys, zakwalifikował się do turnieju Copa Libertadores 1988.

## Liguilla Clasificación 1987/1988

### 1/8 finału
- Boca Juniors – Instituto Córdoba 4:2 i 3:2
- Armenio Buenos Aires – Ferro Carril Oeste 0:0 i 1:1 (awans Armenio – 13 miejsce w tabeli, podczas gdy Ferro Carril Oeste – 14 miejsce)
- Independiente – Estudiantes La Plata 1:2 i 2:1 (awans Independiente – 11 miejsce w tabeli, podczas gdy Estudiantes – 16 miejsce)
- Racing Córdoba – CA Platense 1:1 i 0:2
- Talleres Córdoba – Deportivo Español 1:0 i 0:2

### 1/4 finału
- Boca Juniors – Independiente 2:0 i 3:2
- CA Platense – Armenio Buenos Aires 1:1 i 0:0 (awans Platense – 10 miejsce w tabeli, podczas gdy Armenio – 13 miejsce)

### 1/2 finału
- Deportivo Español – Boca Juniors 0:4 i 1:1

### Finał
- Boca Juniors – CA Platense 0:0 i 1:1, dodatkowo 1:2

Zwycięzca turnieju CA Platense zakwalifikował się do turnieju Liguilla Pre Libertadores w sezonie 1988/1989.